# سمر البحرينية
سمر البحرينية (1985، المنامة، البحرين -) شاعرة غنائية بحرينية.

## حياتها ومشوارها الفني
ولدت وترعرعت في مدينة مدينة عيسى في البحرين. من عائلة شعرية مكونة من ثلاث ذكور وثلاث اناث، عشقت الشعر منذ نعومة اظافرها حيث كانت متذوقة للشعر وتحفظ الكثير القصائد وهي بعمر الخامسة، وتعلمت عزف آلة الجيتار وهي في العاشرة من عمرها، وطورت من موهبتها بالقراءة والكتابة وتميزت بالذكاء وسرعه البديهة والارتجال. وشاركت بالعديد من المسابقات وحصدت المراكز الأولى وكانت تنشر قصائدها بالصحف  والاذاعات المحلية والخليجية ولاقت استحسان الشعراء والجمهور، وقد تأثرت الشاعرة سمر البحرينية بالشاعرة القديرة فتحية عجلان وكانت قدوتها منذ الصغر وتأثرت بالامير الشاعر خالد الفيصل والامير الشاعر بدر بن عبد المحسن.
ثم توجهت لكتابة الاغاني في سنة 2011 مع الملحن حمد القطان اللذي ساهم في دخلوها المجال الفنان وكانت البداية في أغنية بنساك باجر من كلمات سمر البحرينية ولحن حمد القطان وغناء طلال الصيدلاني ومن ثم لمع اسمها مع صديقتها المقربة الفنانة هند البحرينية في أغنية جذاب ولاقت نجاح كبير بالوسط الفني، وتوالت نجاحاتها واعمالها الفنية مع نخبه من نجوم الوطن العربي مثل فنانة العرب احلام في أغنية طلقة، وبلبل الخليج الفنان نبيل شعيل وشذى حسون وهند البحرينية والفنانة وعد السعودية وعيسى المرزوق ومحمد الشحي وحمد القطان ومشاعل ومحمد الزيلعي والكثير من نجوم الشباب واستطاعت بفترة وجيزة ان تثبت نفسها وتكون شاعرة البحرين الوحيدة من الإناث  في كتابة الاغاني بعد الشاعرة القديرة فتحية عجلان. والجدير بالذكر ان الشاعرة سمر البحرينية لاتحب الظهور الاعلامي ولاتوجد لها أي صورة شخصيه ولاتحب الإفصاح عن حياتها الشخصية وتفضل الخصوصية ولاتحب الشهرة وبعيدة عن الاضواء.

## أعمالها
- بنساك باجر طلال الصيدلاني

- شالوضع حمد المنصور

- جذاب هند البحرينية

- مريح اعصابي. عادل العماني

- جاني. خالد فؤاد

- صدمني  مبارك الدوسري

- مراهق حمد المنصور

- بدا الشتا حمد المنصور

- اتقي شري. محمد الزيلعي

- ابيك بس تفهم. محمد الزيلعي

- بصراحه. محمد الزيلعي

- أول مرة. حمد القطان

- كلام افلام.  محمد جناحي

- سبحان. محمد جناحي

- هلا بجوي. فهد الزايد

- الفراق الحل.  بدر البديري

- مثل ظلك. شموخ

- اعقل ياقلب. محمد المشعل

- قامت شياطني. هند البحرينية

- طلقه. احلام

- لك ماتريد. وعد

- مسافات. شذى حسون

- من زينهم عاد. محمد الشحي

- بمشيها بمزاجي. محمد الشحي

- من حلاتي. عيسى المرزوق

- مال كف. عيسى المرزوق

- لم ارى. مبارك الدوسري.

- دق دق. بسمه الكويتية

- ديرة شوق. مشاعل

- خلها على قلبي. نوح
- احب صوتك. علي السوداني
- اغلى انسانة. خالد بوصخر

- غلا ديرة. خالد بوصخر
- اوبريت وصية وطن. فنانين البحرين
- قرقاعونا غير. فنانين البحرين
- فرق السما.نبيل شعيل
- قطرة مطر. عبد الله الهميم
- مختلف. محمد السهلي
- موطبيعية. محمد السهلي
- احب صوتك. علي السوداني
- غيرك خذاني. بدر الحسن
- العيد اقبل. شكلس
- وليه. فهد العارف
- ياشريكي. نورة البحرينية
- مكتفي بك. شذى حسون
- خذني لك. عيسى المرزوق
- دونه. خالد بوصخر